# Moncetz-Longevas
Moncetz-Longevas és un municipi francès, situat al departament del Marne i a la regió del Gran Est. L'any 2007 tenia 563 habitants.

## Demografia

### Població
El 2007 la població de fet de Moncetz-Longevas era de 563 persones. Hi havia 192 famílies, de les quals 28 eren unipersonals (12 homes vivint sols i 16 dones vivint soles), 53 parelles sense fills, 99 parelles amb fills i 12 famílies monoparentals amb fills.
La població ha evolucionat segons el següent gràfic:
Habitants censats

### Habitatges
El 2007 hi havia 205 habitatges, 192 eren l'habitatge principal de la família, 5 eren segones residències i 7 estaven desocupats. Tots els 205 habitatges eren cases. Dels 192 habitatges principals, 178 estaven ocupats pels seus propietaris, 13 estaven llogats i ocupats pels llogaters i 1 estava cedit a títol gratuït; 3 tenien dues cambres, 7 en tenien tres, 35 en tenien quatre i 147 en tenien cinc o més. 169 habitatges disposaven pel capbaix d'una plaça de pàrquing. A 67 habitatges hi havia un automòbil i a 119 n'hi havia dos o més.

### Piràmide de població
La piràmide de població per edats i sexe el 2009 era:
| Homes | Edats   | Dones |
| ----- | ------- | ----- |
| 0     | 95 o +  | 0     |
| 0     | 90 a 94 | 0     |
| 0     | 85 a 89 | 0     |
| 0     | 80 a 84 | 0     |
| 8     | 75 a 79 | 4     |
| 4     | 70 a 74 | 0     |
| 0     | 65 a 69 | 8     |
| 8     | 60 a 64 | 12    |
| 12    | 55 a 59 | 8     |
| 20    | 50 a 54 | 4     |
| 20    | 45 a 49 | 24    |
| 36    | 40 a 44 | 24    |
| 24    | 35 a 39 | 44    |
| 28    | 30 a 34 | 16    |
| 8     | 25 a 29 | 12    |
| 16    | 20 a 24 | 8     |
| 20    | 15 a 19 | 40    |
| 56    | 10 a 14 | 16    |
| 32    | 5 a 9   | 8     |
| 28    | 0 a 4   | 16    |

## Economia
El 2007 la població en edat de treballar era de 408 persones, 312 eren actives i 96 eren inactives. De les 312 persones actives 293 estaven ocupades (155 homes i 138 dones) i 18 estaven aturades (7 homes i 11 dones). De les 96 persones inactives 32 estaven jubilades, 43 estaven estudiant i 21 estaven classificades com a «altres inactius».

### Ingressos
El 2009 a Moncetz-Longevas hi havia 193 unitats fiscals que integraven 559,5 persones, la mediana anual d'ingressos fiscals per persona era de 20.352 €.

### Activitats econòmiques
Dels 20 establiments que hi havia el 2007, 4 eren d'empreses de fabricació d'altres productes industrials, 11 d'empreses de construcció, 3 d'empreses de comerç i reparació d'automòbils, 1 d'una empresa de transport i 1 d'una empresa classificada com a «altres activitats de serveis».
Dels 8 establiments de servei als particulars que hi havia el 2009, 2 eren paletes, 1 guixaire pintor, 1 fusteria, 3 lampisteries i 1 empresa de construcció.
L'únic establiment comercial que hi havia el 2009 era una botiga de material esportiu.
L'any 2000 a Moncetz-Longevas hi havia 14 explotacions agrícoles que ocupaven un total de 1.230 hectàrees.

## Poblacions més properes
El següent diagrama mostra les poblacions més properes.